# Juarez Corrêa
Juarez Corrêa (São Paulo, 1 de junho de 1954 — São Bernardo do Campo, 22 de junho de 2022) foi um cartunista brasileiro.

## Carreira
Começou aos 15 anos, na extinta Folha de São Bernardo e logo foi deixando sua marcante característica na TV Tupi com ilustrações para os programas da emissora. No jornal extinto Notícias Populares estreou com o personagem Esquininha em parceria com Guto Franco, em tiras. No Diário do Grande ABC ilustrou o suplemento infantil, Diarinho e conquistou espaço cativo nas páginas de esportes, polícia, política e cidades.
Trabalhou também na Gazeta Esportiva e no site Olé.
Seus personagens ganham ruas e arquibancadas com os símbolos do Esporte Clube Santo André, o Ramalhão e o Tigre, mascote do São Bernardo Futebol Clube. Atualmente, Juarez era chargista do jornal ABC Repórter e ilustrador da Secretaria de Comunicação da Prefeitura Municipal de São Bernardo do Campo.

## Obras publicadas
- (2006) Mascotes do Futebol brasileiro, Editora: Ed. MHW e o Artífice, ISBN 8589024040